# Kötésrend
A kötésrend – ahogyan a fogalmat Linus Pauling bevezette – a kötések és a lazítókötések közötti különbségként van definiálva.
A kötésszám maga a két atom közötti elektronpárok (kötések) számát fejezi ki. Például a kétatomos N≡N nitrogénmolekulában a kötésszám 3, míg a H−C≡C−H (acetilén) esetén a két szénatom között a kötésszám 3, a C−H kötés esetén pedig 1. A kötésszám a kötés erősségéről ad információt. Az izoelektronos (vagyis azonos elektronszámmal rendelkező) részecskék kötésszáma megegyezik.
Rezonanciával vagy hagyományostól eltérő kötéssel bíró molekuláknak a kötésszáma nem feltétlenül egész szám. Jó példa erre a benzolmolekulában található szénatomok közötti kötés, mivel a 6 szénatomon delokalizált molekulapályákon 6 π-elektron helyezkedik el, így ez egy fél π-kötést jelent. A σ-kötésekkel együtt tehát a kötésszám 1,5. Ugyanakkor bonyolultabb helyzetekben például 1,1-es kötésszám is előfordulhat, ami a kötés erősségét jelzi az 1-es kötésrendű kötés esetéhez képest.

## Kötésrend a molekulapálya-elméletben
A molekulapálya-elméletben a kötésrendet a lenti egyenlet szerint, a kötő- és lazítóelektronok különbségének feleként számítják ki. A kötésrend a kötés erősségének is fokmérője, és kiterjedten használják a vegyértékkötés-elméletben is.
{\displaystyle {\text{kötésrend}}={\frac {{\mbox{kötőelektronok száma}}-{\text{lazítóelektronok száma}}}{2}}\ }
Általánosságban véve minél nagyobb a kötésrend, a kötés annál erősebb. A 0,5 értékű kötésrend stabilis lehet, amint azt a H+2 (kötéshossz 106 pm, kötési energia 269 kJ/mol) és a He+2 (kötéshossz 108 pm, kötési energia 251 kJ/mol) stabilitása mutatja.

## Egyéb definíciók
A kötésrend fogalmát használják a molekuláris dinamikában és a kötésrend-potenciálban is. A kötésrend nagysága a kötéshossz mértékével függ össze. Linus Pauling 1947-es eredménye szerint a kötésrend kísérletileg az alábbi összefüggéssel adható meg:
{\displaystyle s_{ij}=\exp {\left[{\frac {d_{1}-d_{ij}}{b}}\right]}}
ahol {\displaystyle d_{1}} az egyszeres kötés hossza, {\displaystyle d_{ij}} a kísérletileg mért kötéshossz, {\displaystyle b} a kötésben részt vevő atomoktól függő állandó. Szén–szén kötések esetén Pauling {\displaystyle b} értékére 0,353 Å-öt javasolt az eredeti egyenletben:
{\displaystyle d_{1}-d_{ij}=0,353~{\text{ln}}s_{ij}}
A kötésrend fenti definíciója némileg alkalomszerű, és csak kétatomos molekulákra alkalmazható egyszerűen. A Hückel-féle molekulapálya-elmélet egy másik megközelítést kínál a kötésrend megállapítására, amely a molekulapályák együtthatóin alapul. Mivel az elmélet felosztja a kötéseket egy szigma- és egy pi-keretrendszerre, a Hückel-definíció csak az egy síkon fekvő, delokalizált π-kötéssel rendelkező molekulákra alkalmazható. Ha 1-es kötésrendet feltételezünk a szigma-komponensnek, akkor a benzol kötésrendjére 1,67-es összesített (σ + π) értéket kapunk a gyakran említett 1,5-tel szemben. Ez némi félreérthetőséget jelez a kötésrend definícióját illetően. A standard, kvantummechanikai alapokon nyugvó definícióról hosszú viták folytak. 2017-ben publikáltak egy átfogó módszert a kötésrend kiszámolására kvantumkémiai kalkulációk alapján.

## Fordítás
Ez a szócikk részben vagy egészben a Bond order című angol Wikipédia-szócikk ezen változatának fordításán alapul.  Az eredeti cikk szerkesztőit annak laptörténete sorolja fel. Ez a jelzés csupán a megfogalmazás eredetét és a szerzői jogokat jelzi, nem szolgál a cikkben szereplő információk forrásmegjelöléseként.